# Quận Chaves, New Mexico
Quận Chaves là một quận thuộc tiểu bang New Mexico, Hoa Kỳ. Quận này có diện tích km², dân số theo điều tra năm 2000 của Cục điều tra dân số Hoa Kỳ là người 2. Quận lỵ đóng tại thành phố , New Mexico6.

## Địa lý
Theo Cục điều tra dân số Hoa Kỳ, quận có diện tích km2, trong đó có km2 là diện tích mặt nước.